# Улица Островского (Кострома)
Улица Островского — улица Костромы. Проходит от улицы Красные Ряды до моста через реку Кострому. Одна из границ центрального сквера между костромскими Торговыми рядами. Считается древнейшей улицей Костромы.

## История

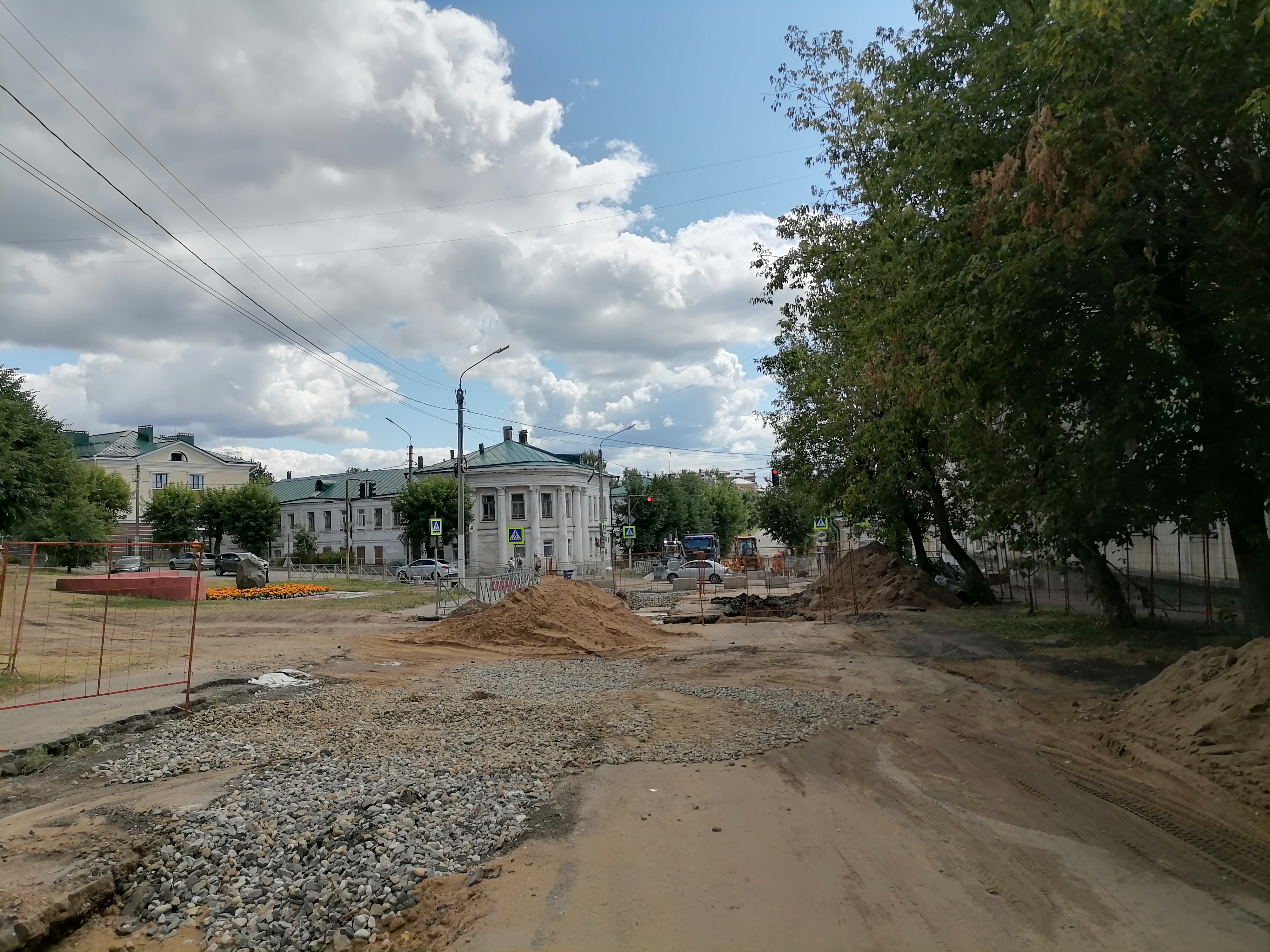
2021. Ремонт улицы

Проходит по древней дороге в Москву. Соединяла центр города — возобновлённый после татарского разорения 1237—1238 годов, на правом берегу впадающей в Волгу реки Сула, Костромской кремль — с Ипатьевским монастырём, основанным в последней четверти XIII века.
Часть улицы между реками Сула и Кострома носила название Мшанская из-за болота, на которое жители города ходили за мхом для законопачивания изб. В восточном направлении от реки Сула шла улица Брагина.
На генеральном плане 1784 года указана под названием «Московская». Прежняя деревянная застройка погибла в пожаре, и в настоящее время улица сохраняет историческую застройку конца XVIII — начала XX веков.
После установления советской власти улица была переименована в улицу Трудовой школы.
Современное название в честь классика отечественной драматургии А. Н. Островского (1823—1886).

## Достопримечательности

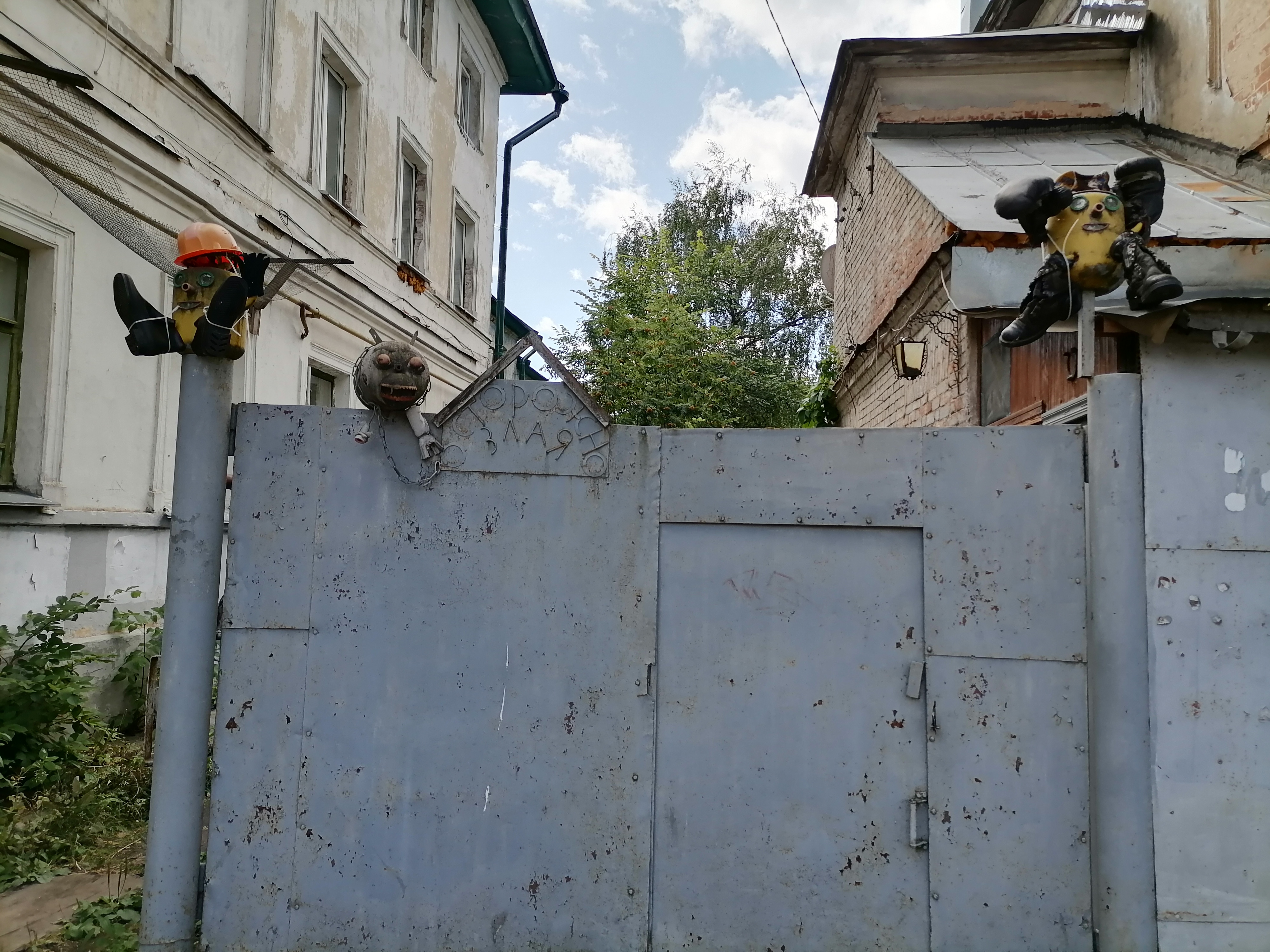
Ворота д. 23

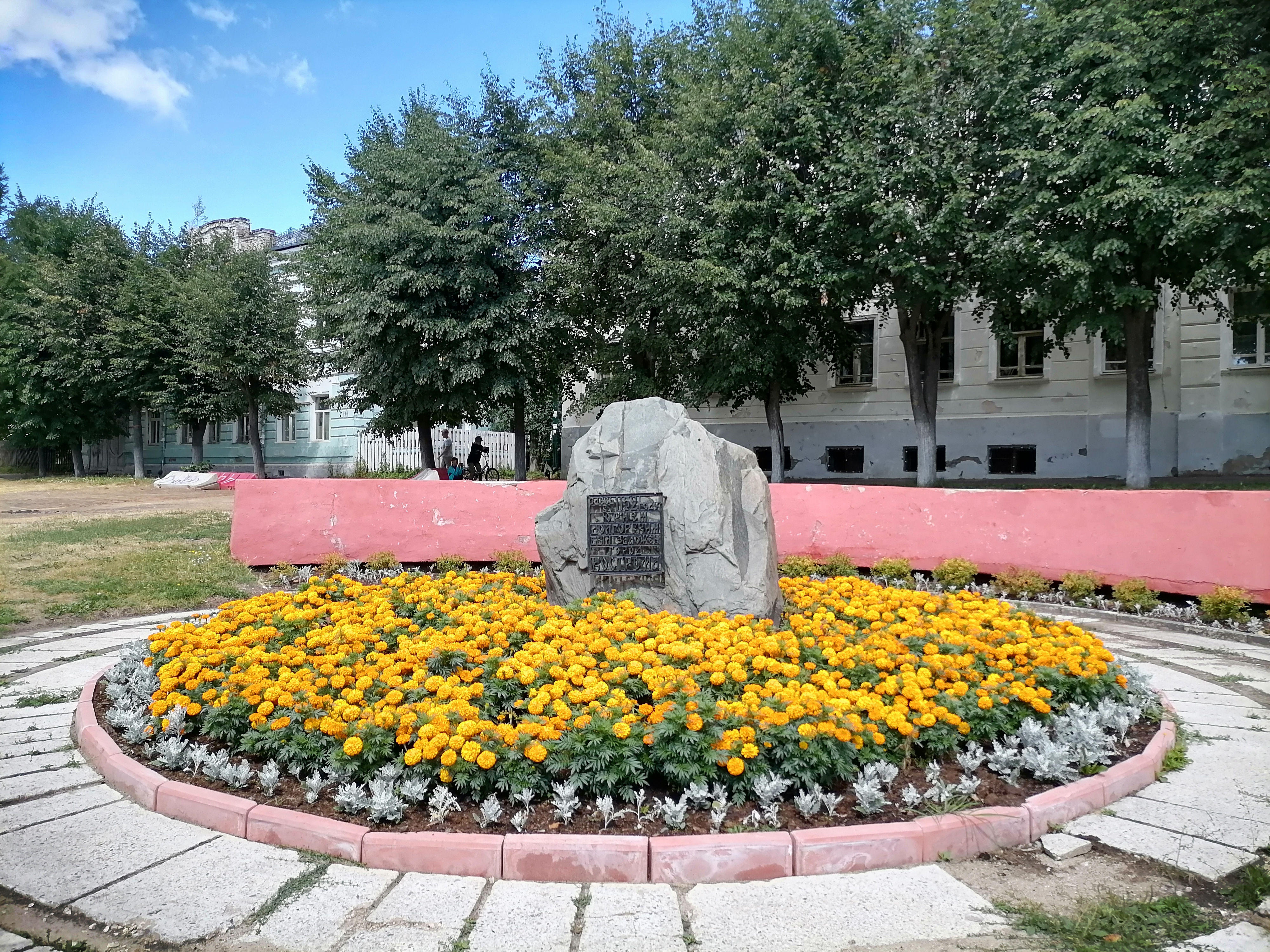
Памятный знак места основания Костромы
д. 1-3 — Церковь Иоанна Предтечи
д. 4 — бывший дом И. В. Русова
д. 5 — Народная читальня им. А. Н. Островского (ныне — Костромской областной театр кукол)
д. 6 — бывший дом Л. И. Скалозубова
д. 23 — бывший дом М. П. Ловушкиной
д. 38 — бывший дом купца А. Юдина (занимало Костромское реальное училище, в настоящее время — СОШ № 29, мемориальная доска поэту А. А. Лебедеву)
д. 63 — Музей «Лес-чудодей»

## Галерея

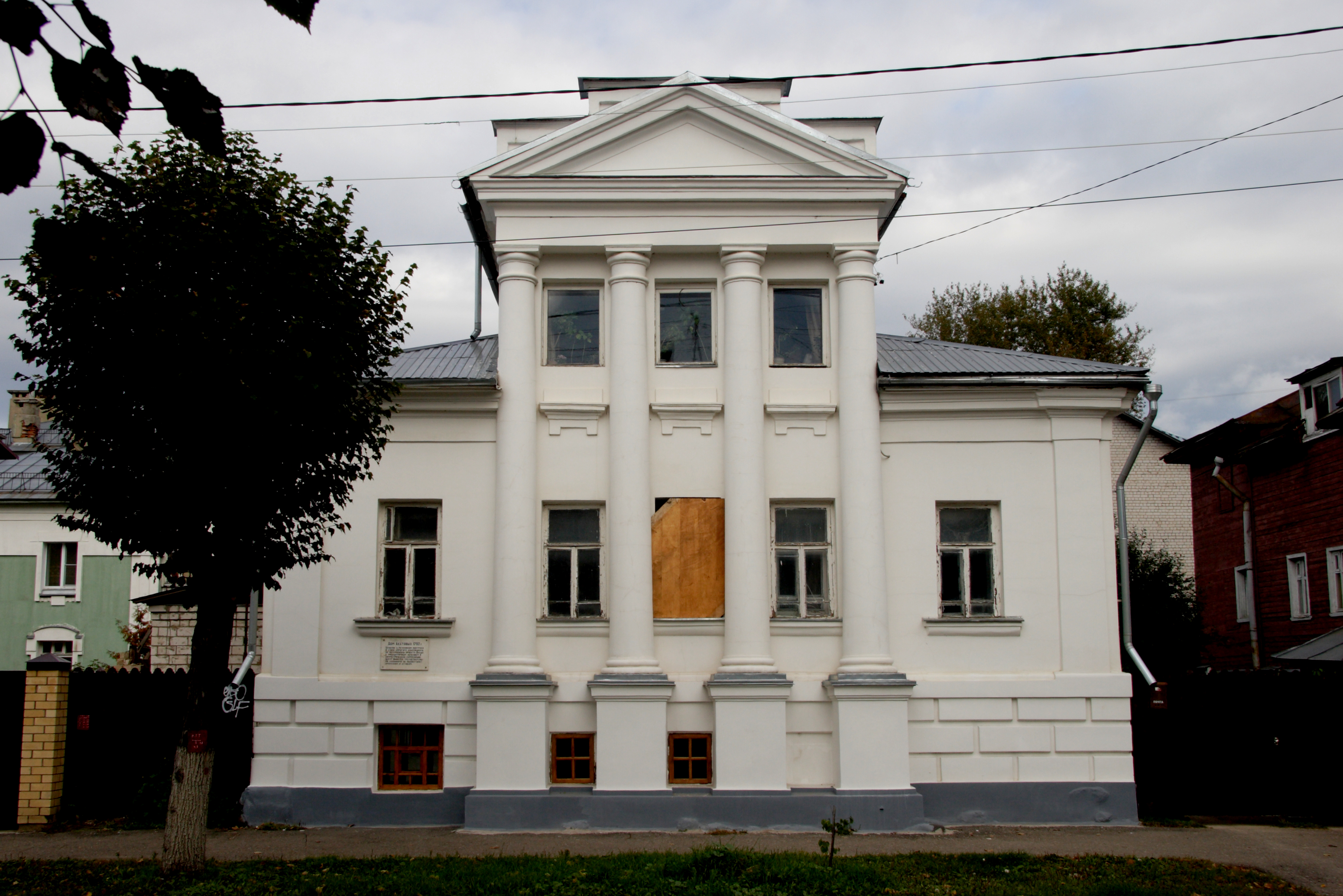
Дом Акатова
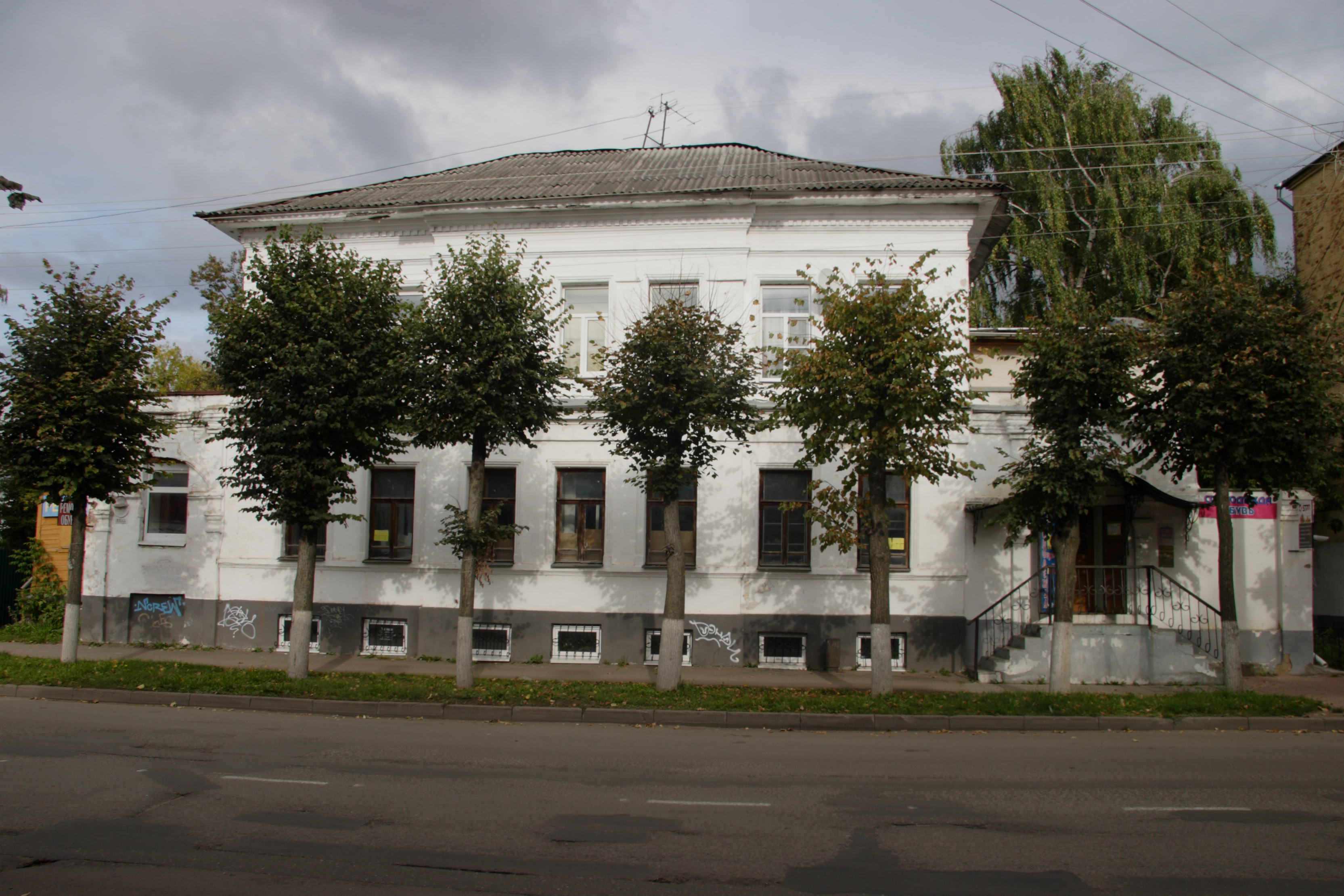
Дом Русова
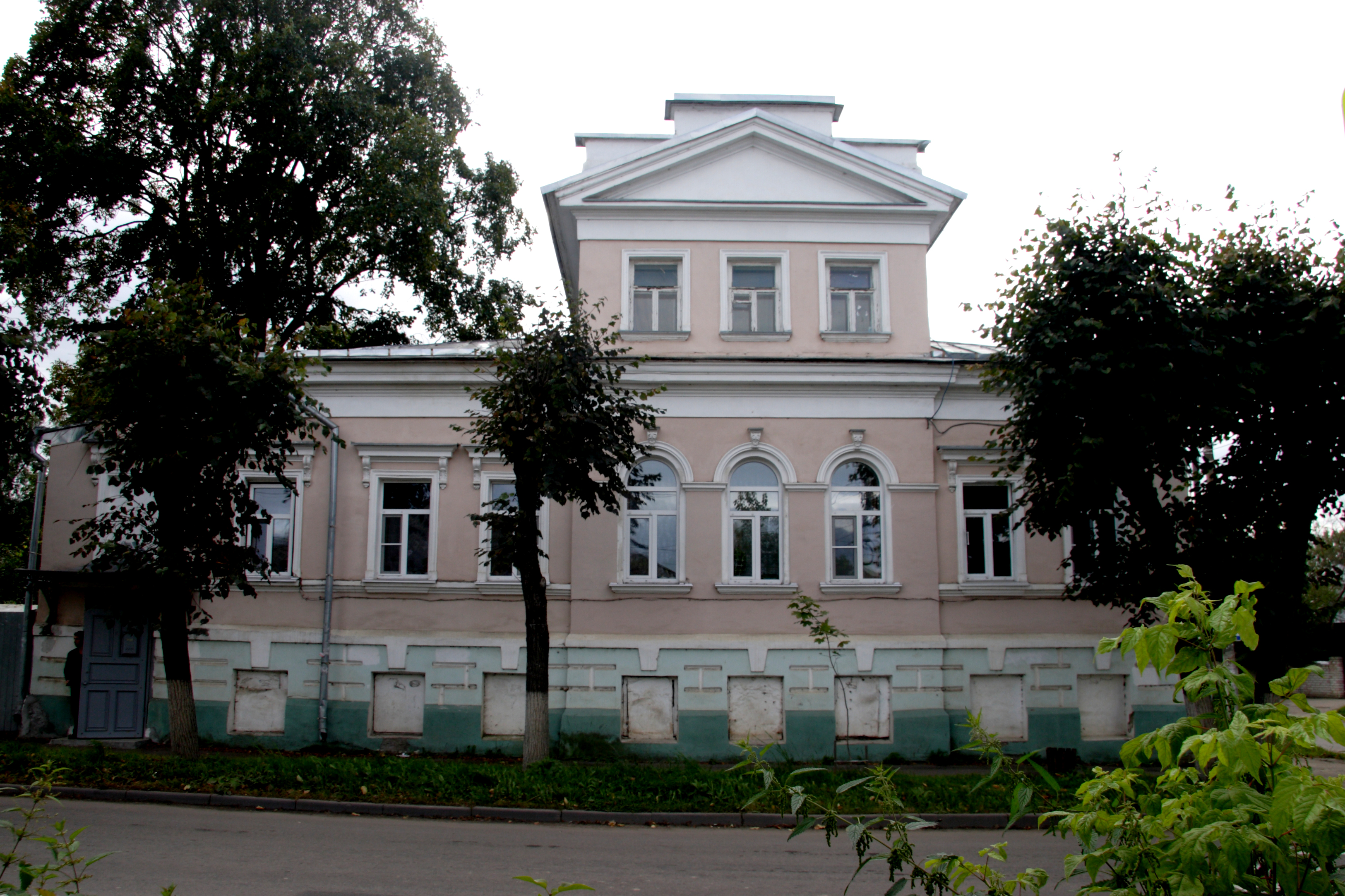
Дом Сыромятникова